# Acrometopa servillea
Acrometopa servillea är en insektsart som först beskrevs av Gaspard Auguste Brullé 1832.  Acrometopa servillea ingår i släktet Acrometopa och familjen vårtbitare.

## Underarter
Arten delas in i följande underarter:
- A. s. servillea
- A. s. italica
- A. s. macropoda

## Bildgalleri

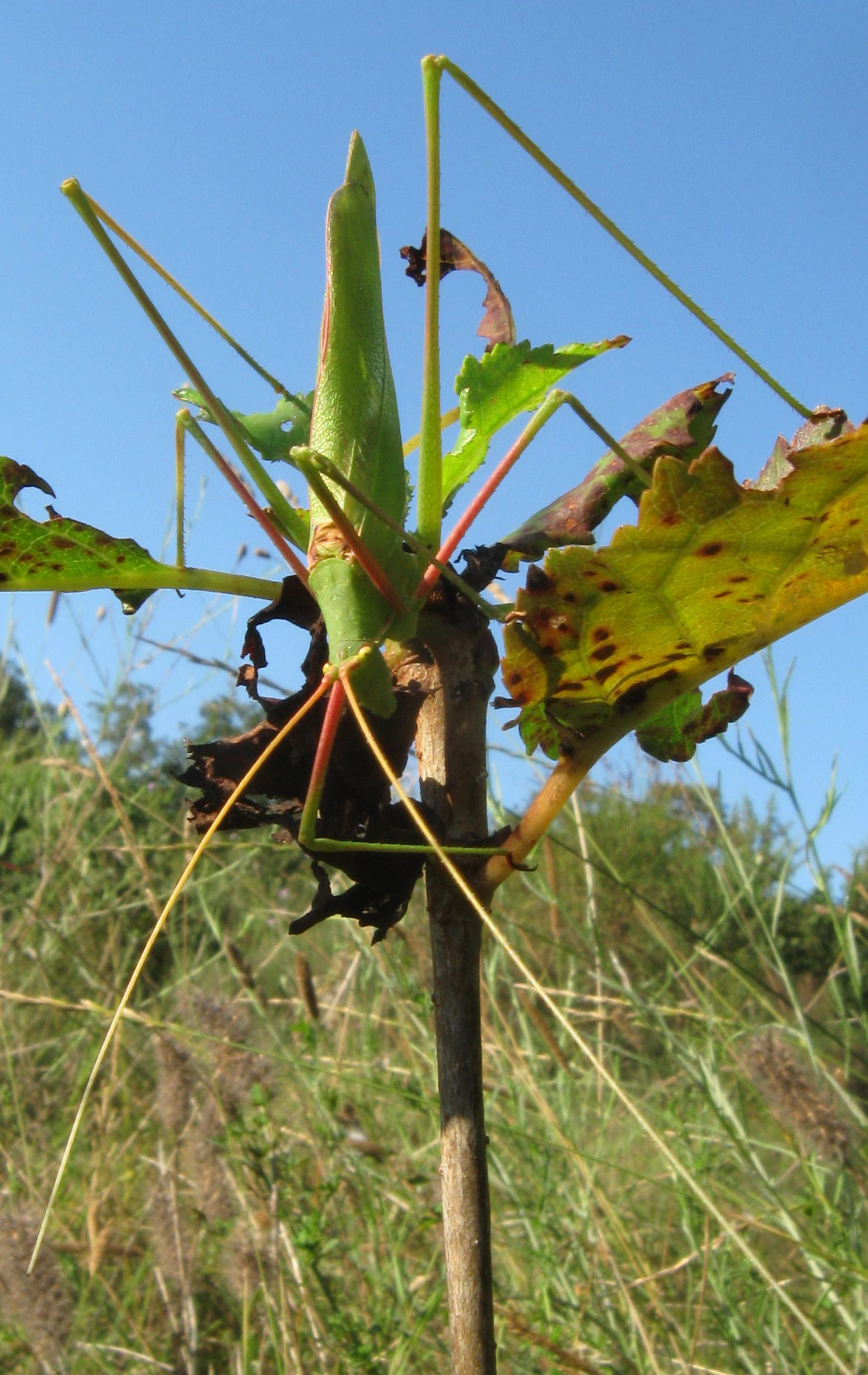